# Mychajło Hawryłko
Mychajło Omelianowycz Hawryłko (ukr. Михайло Омелянович Гаврилко; ur. 24 sierpnia?/5 września 1882 w Kozackich Chutorach koło Runiwszczyny, zm. jesienią 1920 w Połtawie) – ukraiński rzeźbiarz, grafik, poeta i żołnierz. 
Członek Ukraińskiej Socjaldemokratycznej Partii Robotniczej, Związku Wyzwolenia Ukrainy, w latach 1915–1919 uczestnik ruchu wyzwoleńczego jako członek Ukraińskich Strzelców Siczowych i Armii UPR.

## Biografia
W 1904 roku ukończył Szkołę Artystyczno-Przemysłową w Myrhorodzie, w której nauczycielem był Opanas Slastion. W 1905 roku ukończył Petersburską Szkołę Rysunku Technicznego, a w 1912 roku Krakowską Akademię Sztuk Pięknych wpracownii Konstantego Laszczki. Szkolił się u rzeźbiarza Antoine’a Bourdella w Paryżu.
Od 1918 roku był naczelnikiem zespołu łączności 3. pułku 1 Dywizji Strzelców Kozackich w Konotopie. Pod koniec 1919 roku przybył do Połtawy. Jesienią 1920 r. dowodził oddziałem powstańczym pod Połtawą, gdzie został stracony.

## Twórczość
Otrzymał zamówienie od kierownictwa spółdzielni konsumenckiej na wykonanie popiersia Tarasa Szewczenki, które miało zostać zainstalowane jako pomnik poety na terenie obwodu połtawskiego. 
Był uczestnikiem międzynarodowych konkursów na projekt pomnika Tarasa Szewczenki w Kijowie, zdobywając trzecią nagrodę w drugiej turze konkursu w 1911 roku.
W 1909 r. w Krakowie wydał zbiór poezji „Na rumowyszczach”. Niektóre z jego prac znajdują się w Muzeum Wiedzy Lokalnej w Mirhorodzie oraz Muzeum Historii i Wiedzy Lokalnej w Odessie.